# マヴェア語
マヴェア語(マヴェアご、マフェア語、 Mavea, Mav̋ea, Mafea or Mavia)は、エスピリトゥサント島の東海岸沖のマヴェア島で話されるオーストロネシア語族オセアニア語派北・中央ヴァヌアツ語群の言語である。2008年時点でマヴェア島には約172人が居住し、34人の流暢な話し手がいる。
マヴェア語を含めて94の言語が北ヴァヌアツ諸語に含まれる。マヴェア語に最も近い言語は70%の共有語彙を持つツツバ語である。ツツバ語に加え、アオレ語、北マロク語、アラキ語が系統関係が近い。

## 言語の危機
マヴェアは消滅の危機に瀕している言語であり、それには多くの要因がある。
Seventh-day Adventist 及び1839年の Church of Christの宣教によるキリスト教化が要因の一つとして有力である。人口の16%のみしかマヴェア語を話すことができない。これらのネイティブスピーカーは20-80歳の第一世代から第三世代に属している。1980年以降に生まれた第四世代はあまり流暢ではない。一般にマヴェア語は活動的でなくどの新しい分野にも使われないので、この世代はマヴェア語を教わる経験がない。
マヴェア語は家の外で使われることが少ない。特に、学校では使用されていないため、若い世代がマヴェア語に触れる機会が減っている。
また、ほとんどの話者はマヴェア語が失われる可能性について懸念を抱いていない。
ヴァヌアツのリンガフランカであるビスラマ語はより流暢に話される。このクレオール言語は、ヴァヌアツの都会に住む多くの人の第一言語である。これらは仕事や宗教儀式、政治に用いられ、社会的に地位を向上させる手段とみなされている。

## 音韻

### 母音
マヴェア語は8つの母音を持つ。
|          | 前舌母音 | 後舌母音 |
| -------- | -------- | -------- |
| 狭母音   | i        | u        |
| 中央母音 | e        | o        |
| 広母音   |          | a        |

### 子音
マヴェア語は15の子音を持つ。
|          | 両唇音 | 舌唇音 | 歯音  | 歯茎音 | そり舌音 | 軟口蓋音 |
| -------- | ------ | ------ | ----- | ------ | -------- | -------- |
| 鼻音     | m ⟨m⟩  | n̼ ⟨m̋⟩  |       | n ⟨n⟩  |          | ŋ⟨n⟩     |
| 破裂音   | p ⟨p⟩  | t̼ ⟨p̋⟩  | t ⟨t⟩ | t ⟨t⟩  | ɖ ⟨d⟩    | k ⟨k⟩    |
| 摩擦音   | v ⟨v⟩  | ð̼ ⟨v̋⟩  |       | s ⟨s⟩  |          |          |
| ふるえ音 |        |        |       | r ⟨r⟩  |          |          |
| 接近音   |        |        |       | l ⟨l⟩  |          | w ⟨w⟩    |

マヴェア語における破裂音は有気化しない

### 表記
舌唇音は対応する子音に二重アキュートアクセントを付して示される（p̋ [t̼]; v̋ [ð̼]; m̋ [n̼]）。これは他のヴァヌアツ諸語で見られる舌唇音を二点記号で表記する慣例とは異なる（p̈; v̈; m̈.）。反り舌の[ɖ] はdで表記される。

## 文法

### 名詞

#### 普通名詞
普通名詞は固有名詞と同様に自由形と束縛形の二つが存在する。どちらも、文中の述語項として働く、限定詞で修飾できる、関係節の主語として用いることができる、「誰」「何」などでといかけることも可能であるという特徴が存在する。束縛形の普通名詞は親族名詞、身体部位、身体機能、全体-部分関係の名詞に分類できる。また、所有を表すこともできる。

#### 一般名詞
固有名詞には、人名、呼格、関係名詞、処格が含まれる。これらは冠詞の前には置かれず、限定詞と共に使用することはできない。性別の区別を示すために、男性は接頭辞 /mol-/ を用いる。女性の場合は /vo-/ または /va-/ の接頭辞が付加される。

#### 代名詞
マヴェア語には束縛代名詞と自由代名詞がある。自由代名詞は多くの太平洋の言語で一般的である。これらの代名詞は性の文法範疇を持たないが、単数、双数、複数、または少数の数の文法範疇を持つ。
- /mo/ = 彼/彼女/それ（三人称単数主語）
- /mo=an pete/ = 彼はタロイモを食べる。

### 動詞
動詞述語は主語と一致する接頭辞で標示される。動詞には、自動詞、他動詞、自他動詞、二重他動詞、助動詞が存在する。
自動詞は、主語が直接目的語を持たず、動作を受ける対象がない場合に用いられる。

### 副詞
副詞には、句副詞と文副詞の二種類が存在する。文副詞は文全体を占め動詞の主要項の前または後に現れる。例えば、頻度を示す場合、/te pong/「時々」が文副詞として用いられる。
空間副詞は、話者の場所や話者の話している方向を示すために使用される。例えば、/korano/「ここ」は話者の場所を示す。これは太平洋の言語で一般的である。

### 形容詞
形容詞は名詞修飾語としても使用できる。独立した語彙項としての形容詞と、他動詞から重複を用いて派生される形容詞が存在する。例えば、/pulua/「塗る」に対して/ima pulpulu/「塗られた家」など。

### 前置詞
マヴェア語には七つの前置詞が存在する。
| 意味               | マヴェア語 |
| ------------------ | ---------- |
| ～へ、～から       | valu       |
| まっすぐに         | domdomi    |
| ～のために         | lape       |
| ～へ、～に向かって | suri       |
| ～の周りに         | dal        |
| ～と               | tuan       |
| ～で、～の中で     | na         |

### 重複
マヴェア語は、文法中に部分的な重複を持ち、強調の意味を示す。例えば、/sua/「漕ぐ」は重複により、/suosua/「激しく漕ぐ」を意味する。重複を用いる場合、母音が変化することがあり、通常は/a/が/o/または/e/に変化する。

### 指示詞
マヴェア語には4種類の指示詞がある：aro, nel(e), maro, male。

/aro/と/nel(e)/は指示限定としても機能することがあり、特に/aro/は代名詞として現れることは稀である。
Mo-ṽe
3SG-make
mo-pal
3SG-like
aro
here
[ma
補文標識
mo-pailu]
3SG-bent
彼は、この曲がったここにあるもののように作る
/maro/「これ」は、話者の近くにある何かを参照するために用いられ、複数接尾辞-reを付加して作られる複数の形態/maror/を持つ。
Or
maybe
me
FUT
ro
then
ka-var
1SG.IRR-talk
sur
about
maro
this.one
ma
COMP
matua=ku
right=1SG.POSS
mo-adia
3SG-first
おそらく、私はまず自分の右側にあるこれについて話すだろう。'
Ma
COMP
pula-ira
CLF-3PL
maror
these.ones
i
LIG
ṽat.
four
彼らのものはこれら4つである。 Unknown glossing abbreviation(s) (help);
/male/は、逆に話者から遠いなにかを指示するときに使用される。
Male
that.one
m̃atan
COMP
me
FUT
ra-lsu
3PL-hit
mate=i=o
dead=TR=2SG
あれは彼らがあなたを殺す目的のものであった
比喩的には、話者を指示対象から距離を置くために用いられる
/malere/は/male/ の複数形であり、/maror/の時と同様に複数接尾辞-reを付加することで形成される。
Malere
these.ones
da-sops-varvara
1PL.INCL-NEG-talk
nira.
3PL
あれらの人とは、私たちは話さない
/maro/と/male/は、補文標識ma-と場所副詞を組み合わせることで形成される。前者は/aro/から、後者は/ale/から形成される。

### 限定詞
指示代名詞に加えて、マヴェア語には3種類の指示限定詞も存在する（/nele/、/(a)ro/、/nor(o)/）。ただし、これらのうちnor(o)だけは、指示限定詞としての役割に加えて代名詞としては確認されていない。
|                        | 単数   | 複数     |
| ---------------------- | ------ | -------- |
| これ（ら）             | nel(e) | neler(e) |
| ここにあるこれ（ら）   | (a)ro  | ror      |
| 今ここにあるこれ（ら） | nor(o) | noror    |

大洋州諸語に共通する三分指示体系は、マヴェア語の指示限定詞には存在せず、代わりに言語の場所副詞に現れる。間部あごの指示限定詞は話者に対する空間と時間的近接性を符号化する。
Ki-r-m̃a
1PL.EXCL-DL-come
aro
this.here
Mav̋ea.
Mav̋ea
我々はここ、マヴェアに来た。 Unknown glossing abbreviation(s) (help);
Rau=n
leaves=3SG.POSS
mo-sa
3SG-go.up
mo-avtai
3SG-appear
nor
here.now
aulu.
above
その葉は上に向かい、ここ上部に現れる。'
複数形の/neler(e)/、/ror/、/ror/はおそらく複数を示す語/re/の短縮形を接尾辞をつけることで形成される。
/nele/及びその複数形/neler(e)/は、特定の定冠詞/le/を部分的に用いて形成される。
/nor(o)/及びその複数形/nonor/は実際には/(a)ro/の短縮形を部分的に含むが/nele/はそうではない。興味深いことに、aro を含む2つの指示限定詞、すなわち/nor(o)/と/(a)ro/自身は、指示限定詞としての役割に加えて指示代名詞としても機能する2つの指示限定詞であり[5]、さらに場所副詞としても用いられる。/nel(e)/、/neler(e)/は、この機能を持たない。
さらに、他の指示代名詞の1つである/maro/も、その構成要素の1つとして/aro/を含む。

指示限定詞は時間的および空間的な位置を指すことができるが、空間的位置はしばしば話者に関連するものではなく、談話に関連していることが多い。以下の例では、/aro/がテキスト中で以前に言及されたグループ/anana/を指示的に参照するために用いられている。
Re
PL
m̃asi
bird.fish
nirev
everyone
ra-ṽa
3PL-go
na
LOC
anan-a
eat-NMZ
aro.
here
全ての鳥はこのパーティーに行った。
上記の用法は特にtracking useと呼ばれる。/ror/、/nor(o)/、/noro(r)/、/neler(e)/全て商用用法を持っており、以下の例に示されるように、指示詞の前に出現する名詞句の指示対象はすでに以前に言及されている。
Ro
then
me
FUT
ro
then
tamlese
old
ror
here.PL
i
LIG
rua…
two
それから、このここにいる二人の男は… Unknown glossing abbreviation(s) (help);
Ra-l-an
3PL-IMPF-eat
ineler
thing.PL
nelere
these.PL
彼らはここでこれらを食べている。 Unknown glossing abbreviation(s) (help);
Inor
thing.PL
nor
here.now
me
FUT
i-tuen
3SG.IRR-help
nno
2SG
ここにあるこれらは、君の役に立つだろう。
マヴェア語の指示限定詞は名詞修飾用に用いられる場合、主要名詞に後続する。このパターンは大洋州諸語では一般的であるが、普遍的ではない。以下の例がある。
Tam̃a-n
father-CONS
navaisesea
child
aro
this.here
mo-m̃ata.
3SG-dead
ここにいるこの子供の父親は死んでいる。 Unknown glossing abbreviation(s) (help);
Ra-l-an
3PL-IMPF-eat
ineler
thing.PL
nelere.
these.PL
彼らはここでこれらを食べている。 Unknown glossing abbreviation(s) (help);

## 形態論
マヴェア語の人称代名詞は格・性で変化しないが、数（単数、双数、少数、複数）で変化する。一人称非単数は除外と包括の区別がある。独立代名詞の使用は義務的でなく、強調や対比、焦点を示す際に使用される。
|        |        | 単数  | 双数      | 少数    | 複数   |
| ------ | ------ | ----- | --------- | ------- | ------ |
| 一人称 | 包括   | na(o) | darua/ô   | datol   | (n)ida |
| 一人称 | 除外   | na(o) | kam̋arua/o | kam̋atol | kam̋am  |
| 二人称 | 二人称 | nno   | kamruo/a  | kamtol  | kam̋im  |
| 三人称 | 三人称 | nna   | rarua/o   | ratol   | nira   |

me
FUT
ro
then
nno
2SG
me
FUT
ko
2SG
-l
-未完了
-suruv
-sleep
atano,
ground
na
but
nao
1SG
me
FUT
ro
then
ka
1SG.IRR
suruv
-sleep
aul
above
pere
branch
-n
-CONS
vuae
tree
"You, you will sleep on the ground, but I, I will sleep in the tree" Unknown glossing abbreviation(s) (help);
拘束代名詞は述語において必須である。一人称と三人称のみムードに対して変化する。
|                  |                    | 単数 | 単数 | 双数 | 少数   | 複数 |
| 既然法（Realis） | 未然法（Irrealis） |      |      | 双数 | 少数   | 複数 |
| ---------------- | ------------------ | ---- | ---- | ---- | ------ | ---- |
| 一人称           | 包括               | na-  | ka-  | dar- | datol- | da-  |
| 一人称           | 除外               | na-  | ka-  | kir- | kitol- | ki-  |
| 二人称           | 二人称             | ko-  | ko-  | kir- | kitol- | ki-  |
| 三人称           | 三人称             | mo-  | i-   | rar- | ratol  | ra-  |

|        |        | 単数 | 複数  |
| ------ | ------ | ---- | ----- |
| 一人称 | 包括   | -ao  | (i)da |
| 一人称 | 除外   | -ao  |       |
| 二人称 | 二人称 | -o   |       |
| 三人称 | 三人称 | -a   | (i)ra |

## 数詞
マヴェア語の数詞は、特に1-5、10の形態が他の大洋州諸語の言語と似ている。
|    | マヴェア語 | オセアニア祖語              |
| -- | ---------- | --------------------------- |
| 1  | tea        | *ta-sa, *sa-kai, *tai, *kai |
| 2  | rua        | *rua                        |
| 3  | tol(u)     | *tolu                       |
| 4  | vati       | *pati, *pat                 |
| 5  | lima       | *lima                       |
| 6  | marava     | *onom                       |
| 7  | rave rua   | *pitu                       |
| 8  | rattol(u)  | *walu                       |
| 9  | rappa(i)   | *siwa                       |
| 10 | anavul(u)  | *sa[-ŋa]-puluq              |

## 所有
マヴェア語は直接所有と間接所有を区別する。直接所有構造を持つ名詞は所有接語に拘束される。間接所有は所有接尾辞が付加された類別詞の存在によって示される。

## 疑問
マヴェア語には、疑問文を示す統語的特徴が存在しないためイントネーションでYES/NO疑問文を表す。英語のものと同様文末に否定の/te modere/「or not」を付加する付加疑問文が存在する。
- ape = どこ
- ingese = いつ
- ise = だれ
- ivisa = いくら/いくつ
- matai = なんのために
- matan = なぜ
- sa = 何
- sava = どれ/どんな種類
- se = どちらの
- sur sa = 何について/何のために